# Krar

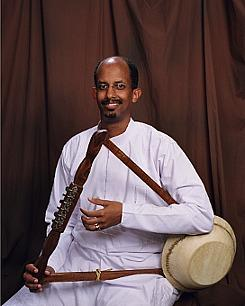
Homme assis jouant du Krar

Le krar est un instrument de musique à cordes, proche de la lyre, que l'on trouve en Éthiopie et en Érythrée. 
Il ne faut pas le confondre avec la Begena.

## Description
Le krar est fabriqué à partir de bois. Ses six cordes déterminent les hauteurs musicales disponibles. La table d'harmonie est en peau de chameau . Il existe aujourd’hui de nouveaux modèles de krars, plus modernes avec des cordes en métal, et qui émettent un son un peu plus électrique .

## Jeu
Le krar est souvent joué par des musiciens que l'on appelle azmaris et il accompagne en principe des chansons d'amour et des chansons populaires de la musique éthiopienne.
Le timbre dépend de la technique du musicien : lorsque les cordes sont pincées, l'instrument produit un timbre doux alors qu'en les grattant il est possible de réaliser des pulsations harmonieuses. Le krar est un cordophone accordé sur la gamme pentatonique.
Cet instrument traditionnel s'est modernisé et il existe aujourd'hui des krar munis d'un amplificateur comme pour une guitare électrique.

## Ressources
- Ashenafi Kebede, "The Bowl-Lyre of Northeast Africa. Krar: The Devil's Instrument", Ethnomusicology, Vol. 21, No. 3 (Sep., 1977), pp. 379-395.
- Asnatqèch Wèrqu, Éthiopiques 16: The Lady with the Krar (compact disc). Buda Musique 822652, 2003.
- Éthiopie, chants d'amour (Éthiopie, chansons d'amour).  Fantahun Shewankochew, voix et krar (compact disc). INEDIT/Maison des Cultures du Monde W260080, 1998.
- « Album Selam. Tsehaytu Beraki », sur Africultures.